# تپه برزآباد
تپه برزآباد مربوط به سده‌های اولیه دوران‌های تاریخی پس از اسلام است و در شهرستان تفرش، بخش فراهان، دهستان فرمهین، روستای برزآباد واقع شده و این اثر در تاریخ ۱۸ اسفند ۱۳۸۷ با شمارهٔ ثبت ۲۵۰۶۰ به‌عنوان یکی از آثار ملی ایران به ثبت رسیده است.